# 越

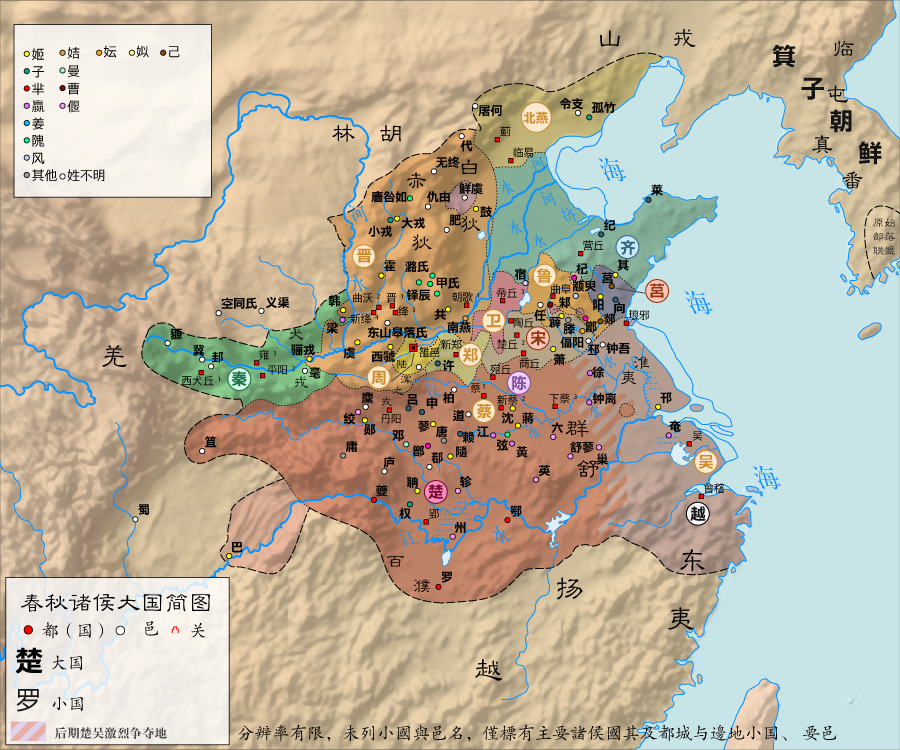
越と諸侯の位置

越（えつ、紀元前600年頃 - 紀元前306年）は、春秋時代に中国浙江省の辺りにあった国。首都は会稽（現在の浙江省紹興市）。後に漢民族形成の中核となった黄河流域の都市国家群の周辺民族とは別の、南方の長江流域の百越に属する民族を主体に建設されたと言われる。越は楚、呉など長江文明を築いた流れを汲むと考えられており、稲作や銅の生成で栄えた。
『史記』をはじめとする諸書では、夏の少康の庶子を越に封じたことを越の君主の起源とする伝説を述べている。

## 呉との抗争
隣国の呉とたびたび抗争し、紀元前515年、楚に遠征した呉王闔閭の留守を狙って越王の允常は呉を攻め、呉領内を荒らしまわった。更に混乱に乗じて実弟の公子夫概が兄に対して謀反を起こすなど、闔閭の立場が大いに揺らぐ事となり闔閭は越を憎んだ。やがて紀元前496年に允常が死去して、太子の勾践が父の後を継いで即位した。その報せを受けた闔閭が越を攻めたが敗死した。
闔閭の後を継いだ次男の夫差が報復の準備を整えつつある事を憂えた勾践は、先手を打って仕掛けたが逆に大敗し、越は滅亡寸前にまでなった。しかし勾践が臣従したことで滅亡は免れる。その後、勾践は呉で使用人として労働を命じられたりしたが、范蠡の助けを借りて帰国に成功、夫差に面従腹背しながら逆襲の時を待った。越は呉への復讐心から着実に力を蓄えてゆき、呉に圧迫されていた楚とも同盟を結んだ。夫差が伍子胥を殺害し中原に諸侯を集めて会盟を結びに行っている隙を突いて勾践は呉を攻めて大打撃を与えて夫差を自殺に追い込み、紀元前473年には呉を滅ぼした。
『越絶書』によると、呉を滅ぼした勾践は、越の都を瑯琊（現在の江蘇省連雲港市海州区）に遷し、更に諸侯と会盟して中原の覇者となったという。しかし、『史記索隠』の引く『竹書紀年』では勾践の4代後の翳のときに呉（現在の江蘇省蘇州市）に遷都したとあり、『越絶書』とは異なる。
勾践は讒言によって腹心の文種を粛清した。范蠡は勾践の猜疑心を知り尽くしていたために、既に斉に逃亡しており、伝説では陶朱公と称して富豪となったという。紀元前465年、勾践は死去した。勾践は越の全盛期を築くも猜疑心から優秀な人材を失っており、その後の越は徐々に衰退していく。

## 滅亡
紀元前334年、勾践の6世の孫である無彊の代に楚の威王の遠征によって、越は敗北し無彊は逃亡した。その後、楚の懐王の代の紀元前306年頃までに、楚の王族淖滑によって滅ぼされた。

## 文化

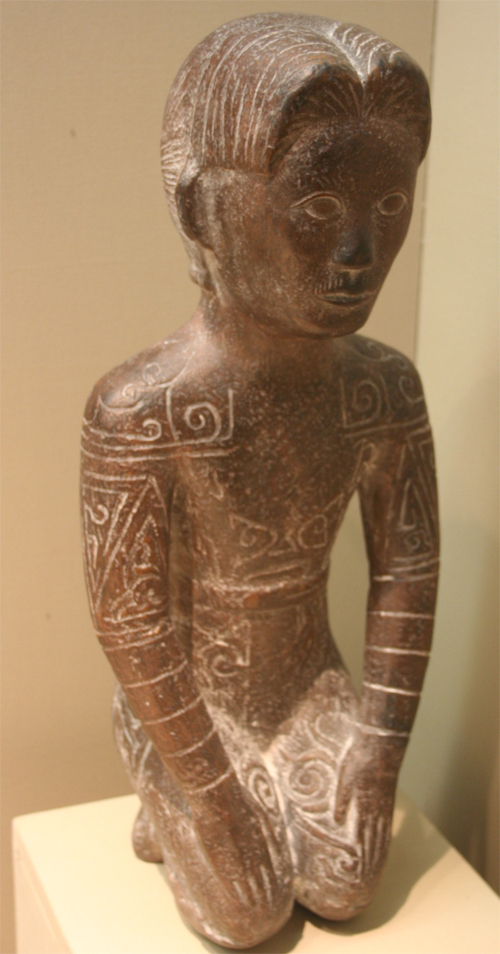
越人像
（浙江省博物館蔵）

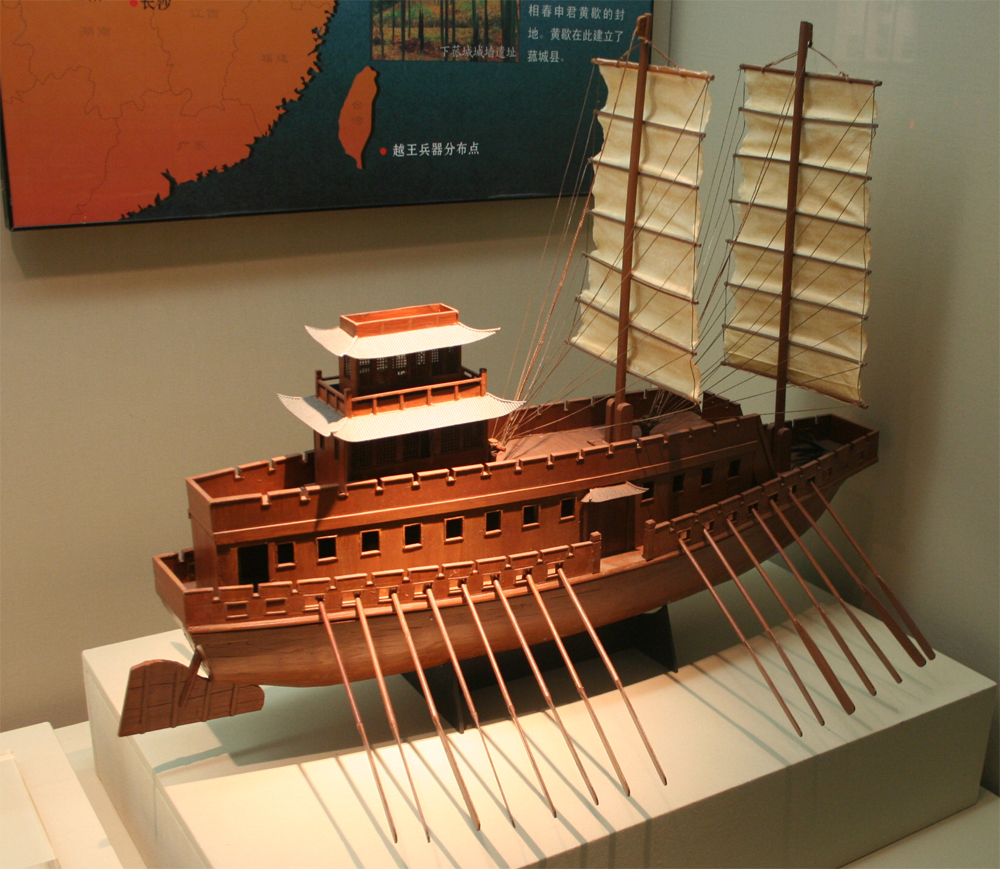
越国の戦艦模型

越では銅の生成技術に優れており、1965年に銅剣が湖北省江陵県望山1号墓より出土した（越王勾践剣）が、その銅剣は表面に硫化銅の皮膜が覆っておりさびていない状態で出土し現在も保管されている。稲作は越人によるものである。
『荘子』逍遥遊篇によると、当時の越の人々は頭は断髪、上半身は裸で入れ墨を施していたという。『墨子』公孟篇や『史記』越王勾践世家などにも同様の記事が見られる。

## 歴代君主
『呉越春秋』は夏の少康の庶子であった無余を最初の越の君主とし、また夫譚の前に無壬・無瞫を挙げる。『史記』越王勾践世家は初代から允常まで二十余世とし、『漢書』地理志は初代から勾践まで二十世とする。
- 越侯夫譚
- 越侯允常 - 『史記正義』によると、はじめて王を称した。
- 越王勾践（在位紀元前496年 - 紀元前494年）
  - 呉の支配による空位：紀元前494年 - 紀元前491年
- 越王勾践（在位紀元前491年 - 紀元前464年）
- 越王鹿郢（鼫与）（在位紀元前463年 - 紀元前458年）
- 越王不寿（在位紀元前457年 - 紀元前448年）
- 越王朱句（州句、翁）（在位紀元前447年 - 紀元前411年）
- 越王翳（在位紀元前410年 - 紀元前375年）
- 越王錯枝（在位紀元前374年 - 紀元前373年）
- 越王無余之（在位紀元前372年 - 紀元前361年）
- 越王無顓（在位紀元前360年 - 紀元前343年）
- 越王無彊（在位紀元前342年 - 紀元前306年?）